# Sun Records

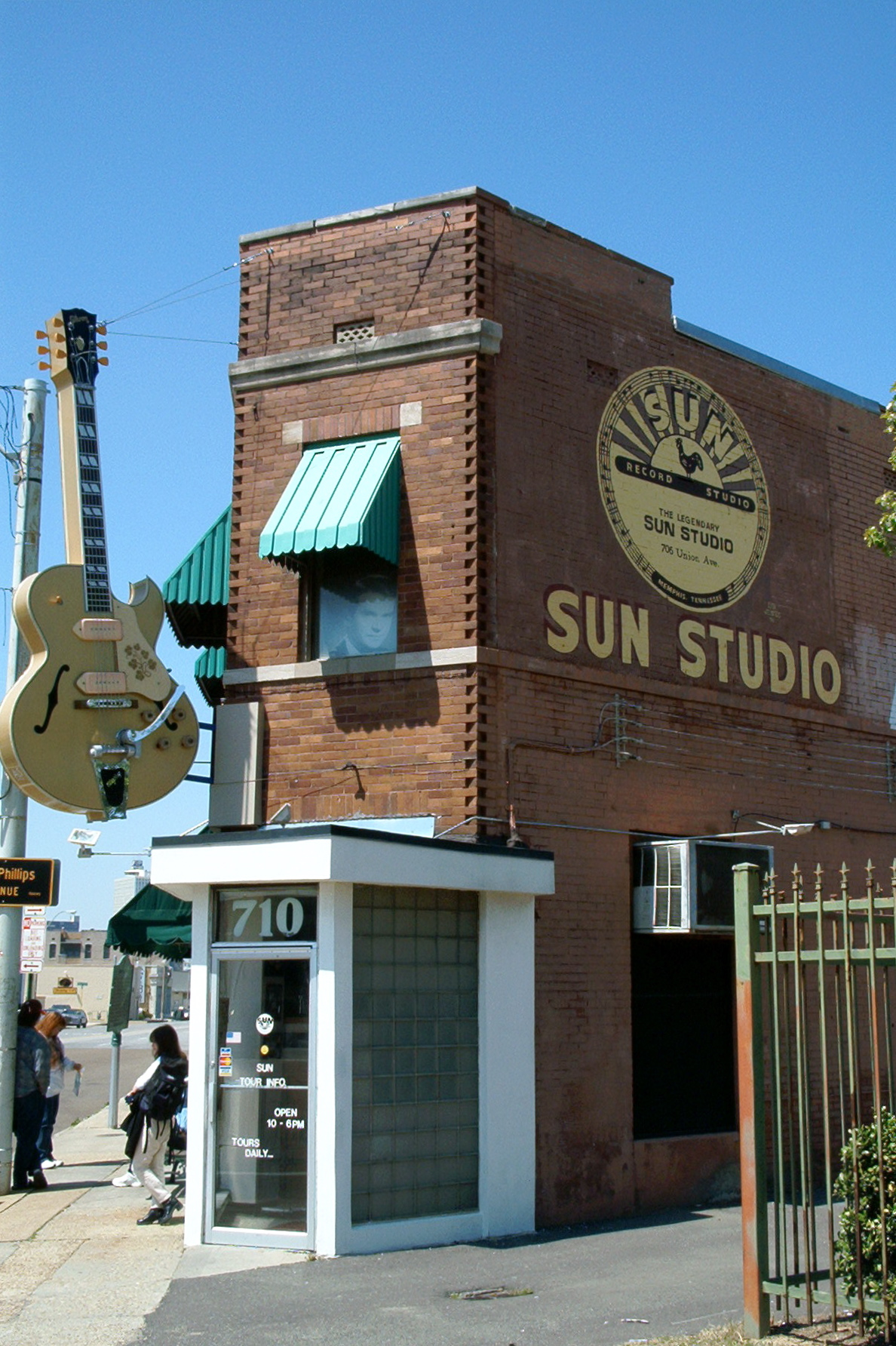
Sun Studio (2002)

Sun Records var ett skivbolag i Memphis i Tennessee, som ägdes av Sam Phillips, där bland andra Jerry Lee Lewis, Elvis Presley och Johnny Cash spelat in sina första skivor. Även Carl Perkins spelade in på Sun.
Redan 1951 spelade musikproducenten Sam Phillips in låten "Rocket 88" med Jackie Brenston (som solist i Ike Turners band) och som av vissa musikhistoriker anses vara den första rockplattan. Elvis Presley spelade 1953 i Sun-studion in sin första skiva. Andra som gjort sina skivdebuter på Sun är B.B. King, Roy Orbison, Carl Perkins och Howlin' Wolf. Som talangscout och studiomusiker på Sun arbetade bland andra Ike Turner. En annan artist som debuterade på Sun var Annie Mae Bullock, senare mer känd som Tina Turner. Sun Records är mest känd för sina tidiga inspelningar med Elvis och andra rock'n'roll- och rockabilly-artister men spelade även in ett stort antal andra artister med musikstilar som gospel, blues, rhythm and blues, country, hillbilly och boogie woogie. 
Studiomusiker Billy Lee Riley, som spelade diverse stränginstrument samt munspel, har i en intervju berättat: "På Sun under 50-talet fanns det ingenting som vi i dag menar med arrangemang - vi spelade helt enkelt som vi kände och alla bidrog härtill. Intervjun via brev med Riley i svenska genretidskriften Kountry Korral (nr 3, 1979, Västerås),  har översatt till engelska nått ut i delar av världen. 
Sun Records var ett av de första skivbolagen som använde sig av elektroniska effekter i sina inspelningar, berömt är bland annat "slap-back-ekot" som var en kort fördröjning och repetition av det inspelade ljudet. Detta åstadkoms med hjälp av en bandspelare med skriv- och läshuvud placerade tätt efter varandra. Genom att variera bandhastigheten kunde tiden mellan originalsignal och eko varieras. Även andra skivbolag åstadkom liknande effekter, men gjorde det då på rent akustisk väg med hjälp av två inspelningsmikrofoner på olika avstånd från ljudkällan.
Sun Records flyttade redan 1959 från den numera smått historiska adressen 706 Union Avenue (tio minuters promenad öster om Beale Street). Originalstudion Sun Studios öppnades igen 1987, där bland andra U2 och Ringo Starr har spelat in skivor. Studion är numera en turistattraktion där det går att spela in sin egen skiva med förinspelat ackompanjemang.